# Marshall Jefferson

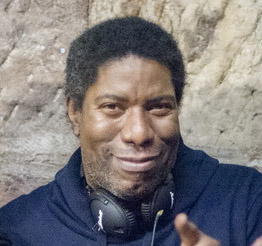
Imagen de la cara del DJ de música house de Chicago Marshall Jefferson

Marshall Jefferson (nacido el 19 de septiembre de 1959 en Chicago, Illinois) es un músico estadounidense, que trabaja en la música house, en particular, los subgéneros del Chicago house y deep house.

## Biografía
A veces conocido como el padre de la música house, Jefferson fue originalmente un productor de discos en el Recording Studios Universal de Chicago, donde conoció al propietario de Trax Records, Larry Sherman. El sencillo de 1986 de Jefferson para Trax, "Move Your Body (The House-Music Anthem)", la primera canción de house en usar el piano era una canción popular e influyente en el género. Durante el final de los 1980s el apogeo de la música house que grabó en solitario y el material de colaboración con diversos nombres tales como Virgo, Jungle Wonz, "The Truth" y "On The House". Producciones de deep house de Jefferson incluyen canciones de CeCe Rogers y Sterling Void, y los dos primeros álbumes de Ten City. En marzo de 1987, la revista musical británica NME informó que Jefferson y Frankie Knuckles estaban en el Reino Unido por primer tour de house-music
"Move Your Body" apareció en el videojuego "Grand Theft Auto: San Andreas", tocada en la estación de radio de música house SF-UR. Esta canción también apareció en la película 24 Hour Party People, de Michael Winterbottom y en la película 1991 documental Paris is Burning.
Jefferson tomó un descanso de la música en 1990, y luego volvió a pinchar en 1993 se trasladó a Inglaterra y vivió en un pequeño pueblo llamado Billericay en Essex, cerca de Londres, donde tenía una residencia de cinco años con el Tribal Gathering y eventos Big Love.
Jefferson ahora vive en Mánchester, Reino Unido.
La carrera de Jefferson fue gestionado durante muchos años por la empresa con sede en Reino Unido Inner Rhythm Artists. En el 2005, la Administración MN2S asumió la gestión exclusiva de Jefferson[cita requerida].